# مضيق أبوليما
مضيق أبوليما هو مضيق يبلغ عرضه حوالي 13 كم يقع بين جزيرتين في ساموا، بين كلا من جزيرة سافاي في الشمال الغربي و جزيرة أوبولو إلى الجنوب الشرقي ويوجد ثلاثة جزر صغيرة في وسط المضيق منها جزيرة أبوليما باسم المضيق، ويربط بين الجزيرتين خط بحري يستغرق حوالي ساعة ونصف 

مضيق أبوليما
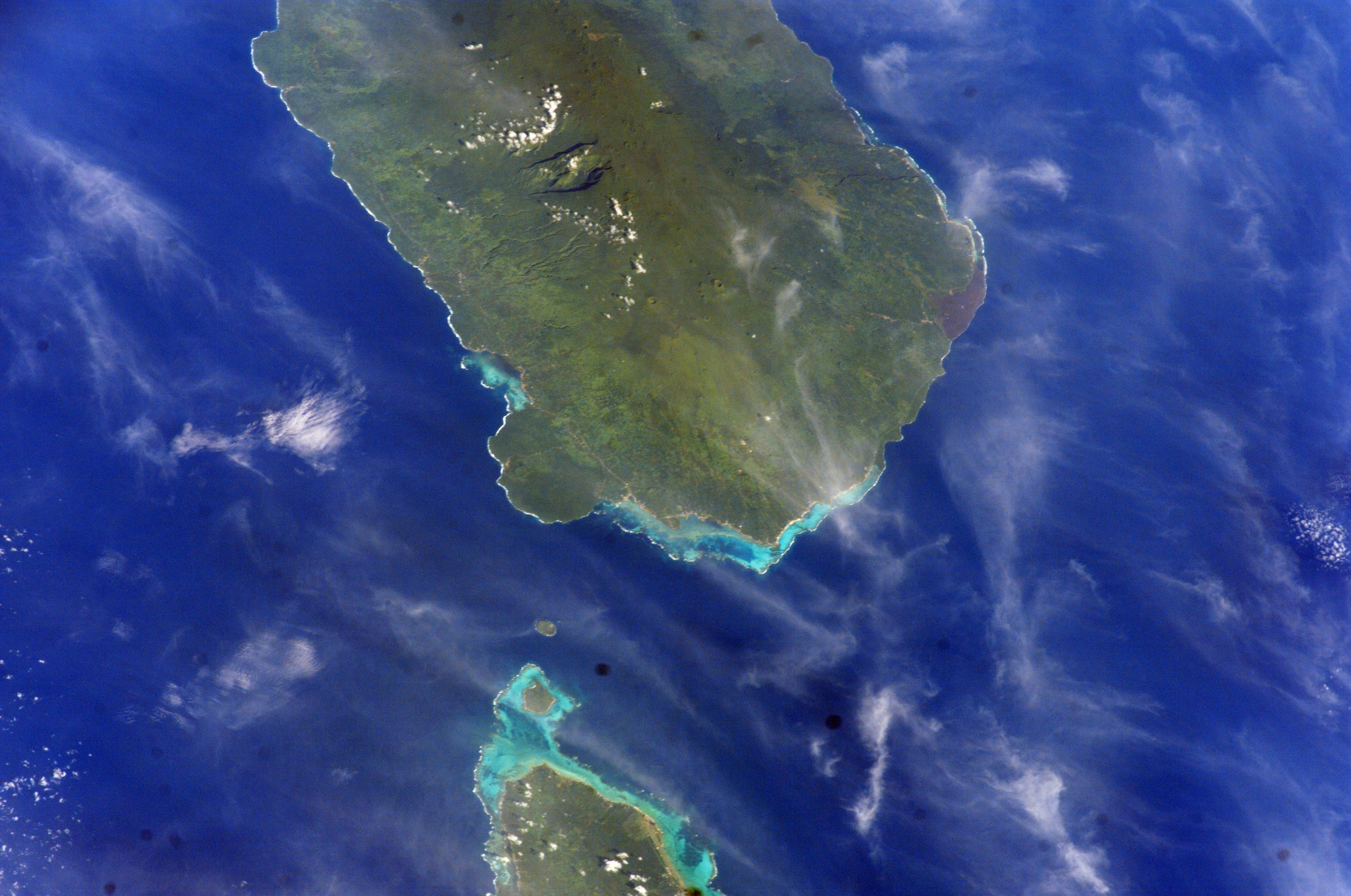
مضيق أبوليما مع Savai'i (أعلاه) ونهاية Upolu أدناه.
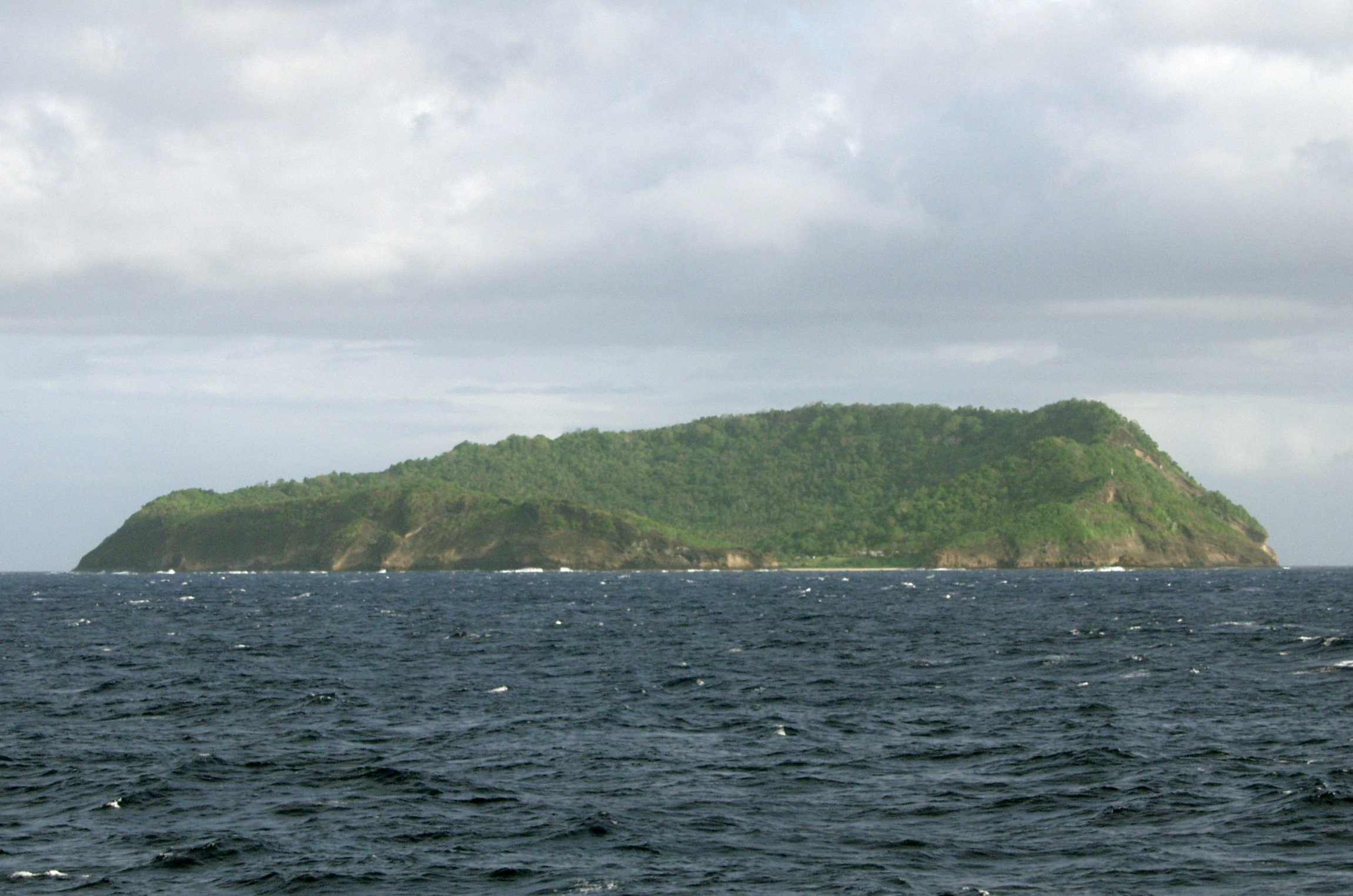
جزيرة أبوليما.
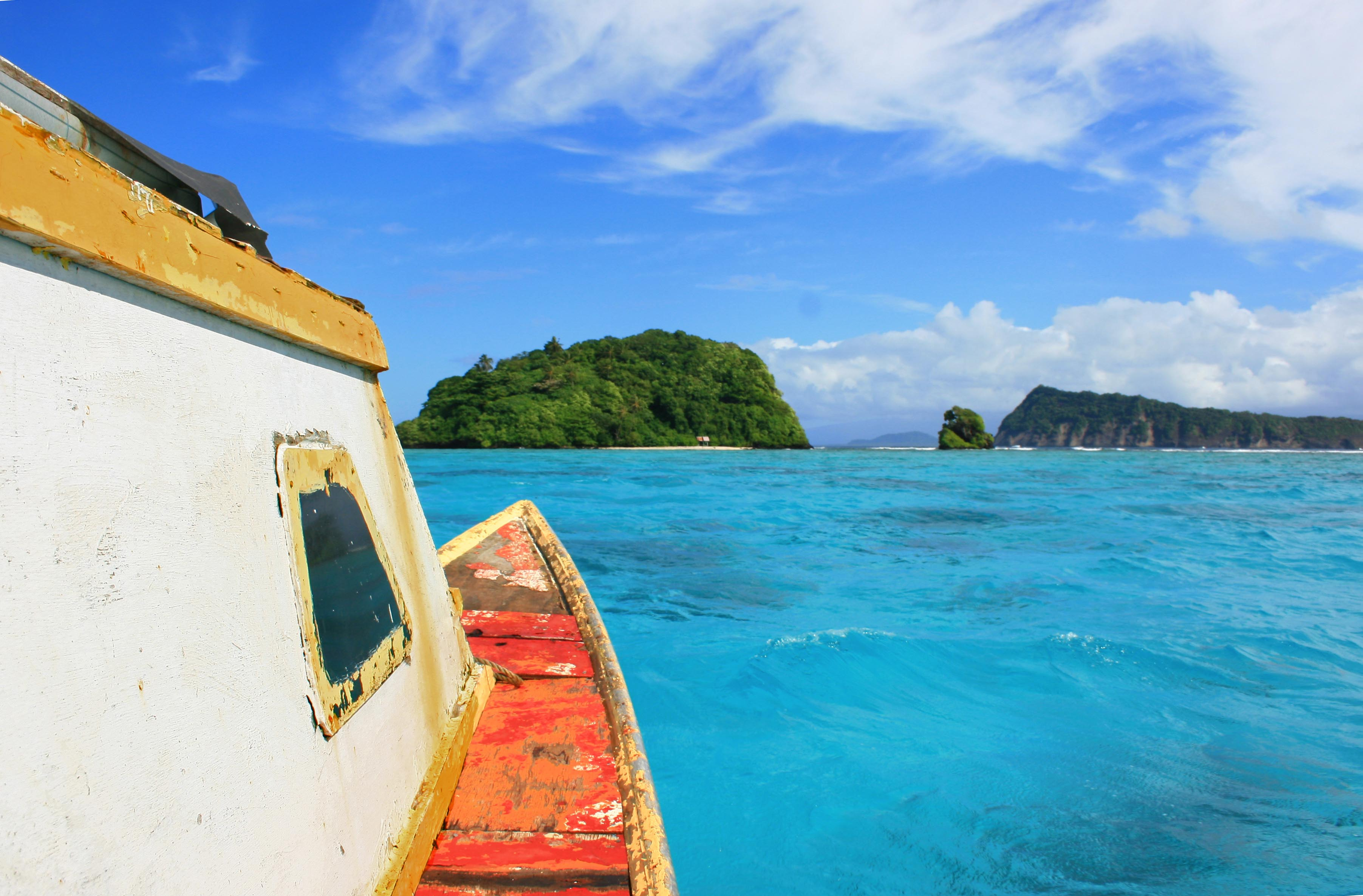
في طريقها بالقارب إلى جزيرة نولوبا غير المأهولة (على اليسار) مع جزيرة أبوليما (على اليمين)
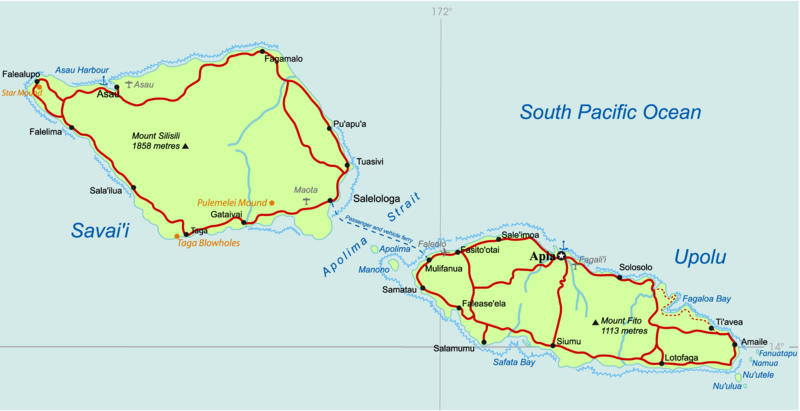
خريطة ساموا تُظهر مضيق أبوليما بين أوبولو (يمين) وسافايي (يسار).